# 陳自瑜
陳自瑜（英語：Danny Chan，1958年—），香港資深新聞工作者及出版人，曾出版多本香港交通書籍及在各大報章撰寫與巴士有關的專欄，現為北嶺國際出版主編，在香港巴士迷圈子有一定名氣，被譽為香港巴士迷的「教父」。

## 曾出版書籍
- 《香港巴士手冊》系列（1996年，1997年及1999年）
- 《香港巴士年鑑》系列（1997年-2004年，2011年至今）
- 《香港巴士識別》系列（1998年）
- 《香港巴士》(1999年，2012年新版)
- 《香港廣告巴士手冊》
- 《新加坡巴士廣告手冊》
- 世界各地城市巴士為主題的《巴士手冊》系列，如澳門、英國倫敦、中國、新加坡等
- 以巴士某類型車種為專題的《巴士全集》或《經典巴士系列》
- 《巴士模型大全集》
- 《世界雙層巴士大全集》
- 《香港電車手冊》（1997年）
- 《香港飛機年鑑1998、1999》

## 訪問
- 年份、節目不詳：TVB電視節目[1]
- 2011/2/26 OURTV.HK《尖前顧後》[2]
- 2012/9/16 TVB《周末主播室》專訪[3]
- 2023/3/29 TVB《快樂長門人》專訪